# 诡异档案
诡异档案为无线电视（TVB）收费电视生活台播放的一档灵异节目。播放期间为2010年8月1日到2011年7月30日，逢星期六晚上11点播出，总共52集。由司徒法正、梁嘉琪主持，该节目每集都有一个以灵异事件为专题探讨，穿插并有摄制队去世界各地拍摄探灵、采访当地一些关于灵异事件、民俗等片段，邀请一些合约艺员、电台DJ和玄学、风水、宗教的从业人员作为嘉宾访谈，分享诡异经历。每集司徒法正师傅都会有一个“诡异锦囊”环节，讲解一些风水玄学上的禁忌 ，教授观众如何趋吉避凶。

## 相關網站
- 詭異檔案官方討論區